# Lista de ginastas olímpicas da Coreia do Sul
Lista de ginastas olímpicas da Coreia do Sul em eventos de ginástica realizados nos Jogos Olímpicos desde 1896, com as mulheres competindo pela época nos Jogos Olímpicos de 1928 . Nos Jogos Olímpicos de 2020, Yeo Seo-jeong se tornou a primeira ginasta sul-coreana a ganhar uma medalha.

## Ginastas
| Ginasta        | Ano  | Ref.  |
| -------------- | ---- | ----- |
| Bae Eun-mi     | 1988 | [ 3 ] |
| Choi Mi-seon   | 2000 | [ 3 ] |
| Choi Yeong Suk | 1964 | [ 3 ] |
| Han Gyeong-im  | 1988 | [ 3 ] |
| Heo Seon-mi    | 2012 | [ 3 ] |
| Im Hye Jin     | 1988 | [ 3 ] |
| Jeong Bong Sun | 1964 | [ 3 ] |
| Jo Hyun Joo    | 2008 | [ 3 ] |
| Kim Eun-mi     | 1988 | [ 3 ] |
| Kim Nam-ok     | 1988 | [ 3 ] |
| Kong Yun Jin   | 1996 | [ 3 ] |
| Lee Deok Bun   | 1964 | [ 3 ] |
| Lee Eun-ju     | 2016 | [ 3 ] |
| Lee Hui Gyeong | 1992 | [ 3 ] |
| Lee Jeong Hui  | 1984 | [ 3 ] |
| Lee Yun-seo    | 2020 | [ 3 ] |
| Min A Yeong    | 1992 | [ 3 ] |
| Park Kyung-ah  | 2004 | [ 3 ] |
| Park Ji Suk    | 1988 | [ 3 ] |
| Sim Jae Yeong  | 1984 | [ 3 ] |
| Yeo Seo Jeong  | 2020 | [ 3 ] |
| Yu Myeong-ja   | 1960 | [ 3 ] |

| Medalha           | Nome          | Ano                | Evento         |
| ----------------- | ------------- | ------------------ | -------------- |
| Medalha de bronze | Yeo Seo Jeong | </img> 2020 Tóquio | cofre feminino |